# Loboš smaragdový
Loboš smaragdový (Calyptomena viridis) je drobný zpěvný pták z čeledi lobošovitých. Obývá Malajský poloostrov, Sumatru a Borneo, zdržuje se převážně v hustých vlhkých nížinných lesích do nadmořské výšky okolo 800 m.

## Vzhled
Loboš smaragdový patří mezi lobošovitými k menším druhům: je dlouhý 15–20 cm, váží 40–70 cm. Tělo je zavalité, křídla krátká a zaoblená. Je zbarvený jasně zeleně, což ho dobře maskuje mezi listím, samec má navíc trojici černých pruhů na křídlech a černé skvrny na lících. Zobák je jako u všech lobošů velmi široký a krátký, se zahnutou špičkou.

## Způsob života
Zdržuje se po většinu časů v korunách stromů; nejaktivnější je ráno a večer, přes den zpravidla odpočívá. Živí se ovocem (převážně zralými fíky) i hmyzem. Staví si rozměrné hnízdo hruškovitého tvaru, do něhož samice klade dvě až tři vejce, mláďata se líhnou zhruba po třech týdnech a za další tři týdny jsou opeřená.
Druh je dosud poměrně hojný, je však ohrožen ubýváním původních lesních porostů ve své domovině.

## Geografické poddruhy
- C. v. caudacuta: pevnina jihovýchodní Asie
- C. v. viridis: Sundské ostrovy
- C. v. siberu: Mentavajské ostrovy